# Sankertown
Sankertown és una població dels Estats Units a l'estat de Pennsilvània. Segons el cens del 2000 tenia 680 habitants.

## Demografia
Segons el cens del 2000, Sankertown tenia 680 habitants, 248 habitatges, i 177 famílies. La densitat de població era de 937,7 habitants/km².
Dels 248 habitatges en un 28,2% hi vivien nens de menys de 18 anys, en un 54% hi vivien parelles casades, en un 12,9% dones solteres, i en un 28,6% no eren unitats familiars. En el 24,6% dels habitatges hi vivien persones soles el 8,1% de les quals corresponia a persones de 65 anys o més que vivien soles. El nombre mitjà de persones vivint en cada habitatge era de 2,63 i el nombre mitjà de persones que vivien en cada família era de 3,06.
Per edats la població es repartia de la següent manera: un 21% tenia menys de 18 anys, un 9,9% entre 18 i 24, un 27,4% entre 25 i 44, un 26,5% de 45 a 60 i un 15,3% 65 anys o més.
L'edat mediana era de 40 anys. Per cada 100 dones de 18 o més anys hi havia 96,7 homes.
La renda mediana per habitatge era de 35.208$ i la renda mediana per família de 42.143$. Els homes tenien una renda mediana de 31.172$ mentre que les dones 17.333$. La renda per capita de la població era de 13.728$. Entorn del 9,2% de les famílies i el 10,6% de la població estaven per davall del llindar de pobresa.

## Poblacions més properes
El següent diagrama mostra les poblacions més properes.